# Ana Kyle
Anne Kyle Fell (1873 - estancia La Colmena, Puerto San Julián, 8 de agosto de 1893), también conocida como Ana Kyle, Ana Kyle de Hope o Ana de La Colmena, fue la primera colona de origen malvinense que habitó en el entonces territorio nacional de Santa Cruz (Patagonia, Argentina) y la primera mujer de este origen que falleció allí.

## Antecedentes
En el marco de políticas para establecer la ganadería ovina en el territorio de Santa Cruz a fines del siglo xix, el gobernador del territorio Carlos María Moyano realizó varios viajes a las islas Malvinas para radicar colonos provenientes de las islas. Esto estaba motivado en la idea de la similitud del clima y las pasturas entre el archipiélago malvinense y la costa de Santa Cruz, especialmente en la zona central, en torno al puerto de San Julián.
De esta forma, en el año 1885 comenzaron a llegar a Santa Cruz los primeros colonos de las islas Malvinas -conocidos como malvineros, mayormente eran de origen escocés- junto con piños de ovejas adaptadas al clima patagónico. Este primer grupo, compuesto por unas 80 personas que conformaban 16 familias, se asentó en los alrededores de Puerto San Julián. 
Uno de estos, llamado John Mac Lean se instala en el denominado Cañadón Coronel, aunque luego de lugar de residencia buscando otro sitio más abrigado y protegido de los fuertes vientos patagónicos. Allí, construye un rancho de barro y matas que, debido a su similitud, se lo denominó colmena. Este constituiría el primer establecimiento ganadero de la región y, quizás, el más antiguo de Santa Cruz. Tiempo más tarde, esta estancia es comprada por William (o Guillermo) Hope, quien lo pobló a partir de un arreo de ovejas que trajo del territorio nacional de Río Negro.

## Ana Kyle en Santa Cruz
William Hope, luego de establecerse en la estancia llamada La Colmena, viaja a las islas Malvinas para casarse con Ana Kyle, quien tenía en ese momento 20 años. La pareja, viaja y se establece en la estancia, junto con la familia de Ana, compuesta por su padre Andrew Kyle, su madre Margaret Fell y sus 10 hermanos, algunos de ellos pequeños.
En el año 1893, estando Ana Kyle embarazada, tuvo complicaciones por lo que su esposo, William Hope decidió acudir a Puerto Santa Cruz -aproximadamente a uno 100 km- en búsqueda de un médico. Sin embargo, no lo encuentra dado que había salido hacia Río Gallegos, por lo que regresa a su estancia. Durante su ausencia de varios días, habían fallecido su madre de 42 años -también embarazada-, Ana y su hijo, y un hermano de ella de 13 años, llamado William. Las causas de los fallecimientos no se conocen.
Luego del fallecimiento de Ana, su madre Margaret, y su hermano William, su padre Andrew educa a sus hijos en la casa que construye en La Colmena, junto a su yerno viudo William Hope. De esta forma, construyen la primera edificación, galpón de almacenamiento, del futuro casco urbano de la localidad de Puerto San Julián.
Tanto William Hope como Andrew Kyle rehacen sus vidas. El segundo vende "Darwin Station", actual estancia "Maquenke" y se casa en Punta Arenas con Sime Dempsey Stewart en 1909 y se radica con varios hijos Kyle Fell, junto a su nueva esposa en el Reino Unido. El padrino de esa boda fue Donald Munro, también pionero de San Julián y fundador de The Sheep Farming Company, actualmente Estancia Coronel.

## En la cultura popular
El cantautor santacruceño Hugo Giménez Agüero le dedicó una canción a Ana, a la que denominó Ana de La Colmena, en la cual cuenta la vida y muerte de Ana al dar a luz. Sin embargo, no ha quedado claro si la muerte de Ana esté vinculada con complicaciones en el embarazo o parto.
Su historia también es parte del documental 1892- 1982: Dos historias de Malvinas, dirigido por Pablo Walker y realizado por la Unidad Académica San Julián de la Universidad Nacional de la Patagonia Austral, estrenado en el año 2012. En este documental se referencian dos sucesos vinculados con la historia de Puerto San Julián y las Malvinas, como es la colonización de Puerto San Julián, representada por la tragedia familiar de Ana Kyle, y la misión de la Fuerza Aérea Argentina que atacó el portaviones británico Invincible durante la Guerra de Malvinas.
Anteriormente a este documental, se realizó un largometraje, obra también de Pablo Walker, llamado Flores en el desierto, donde se representa la vida de los primeros pobladores de la fundación oficial de Puerto San Julián en 1901. Entre ellos, aparece la historia de Andrew Kyle y su hija Anne, que le dan un clímax emotivo al film, ya que se utiliza el motivo melódico musical de la canción interpretada por Hugo Giménez Agüero, en diferentes versiones, para musicalizar el largometraje.